# バーガース渦
バーガース渦またはバーガース・ロット渦（バーガースうず、バーガース・ロットうず、英: Burgers vortex, Burgers–Rott vortex）とは、粘性を考慮したナビエ–ストークス方程式の厳密解であり、定常で自己相似な流れによる渦である。ヤン・バーガースとニコラス・ロットの名前に由来する。

## 概要
対称軸中心向きの放射状の流れは、軸周りに渦度を集中させる傾向にある。また同時に粘性拡散は渦度を拡散する傾向にある。この2つの効果が釣り合うときに定常なバーガース渦が発生する。
バーガース渦は竜巻のような連続的な対流駆動などによる渦の伸長によって渦度が与えられる流れを説明することができる。

## 流れ場
バーガース渦の流れは円筒座標系 {\displaystyle (r,\theta ,z)} で表現される。軸対称（{\displaystyle \theta } に依存しない）を仮定し、軸に対称な滞留点のある流れ場を考える。
{\displaystyle v_{r}=-\alpha r,}
{\displaystyle v_{z}=2\alpha z,}
{\displaystyle v_{\theta }={\frac {\Gamma }{2\pi r}}g(r).}
ここで {\displaystyle \alpha >0} は伸長度、{\displaystyle \Gamma >0} は循環である。最初の二式 {\displaystyle v_{r},v_{z}} により、流れ場は連続の式を満たす。
ナビエ–ストークス方程式の圧力項と外力項を無視した方位角方向の運動方程式は次のように表現される。
{\displaystyle r{\frac {\mathrm {d} ^{2}g}{\mathrm {d} r^{2}}}+\left({\frac {\alpha r^{2}}{\nu }}-1\right){\frac {\mathrm {d} g}{\mathrm {d} r}}=0.}
ここで {\displaystyle \nu } は動粘性係数である。
無限遠ではポテンシャル渦のような振る舞いをし、有限の場所では回転する流れとなるように、方程式は {\displaystyle g(\infty )=1} を満たすように積分される。この仮定により、軸上では{\displaystyle g(0)=0} すなわち {\displaystyle v_{\theta }=0}が保証される。このとき解は
{\displaystyle g=1-\exp \left(-{\frac {\alpha r^{2}}{2\nu }}\right).}
したがって渦度は非自明な {\displaystyle z} 軸方向の成分のみ与えられ、以下のように表現される。
{\displaystyle \omega _{z}={\frac {\alpha \Gamma }{2\pi \nu }}\exp \left(-{\frac {\alpha r^{2}}{2\nu }}\right).}
{\displaystyle \omega _{z}} のための渦度方程式の3つの項によって直感的に流れ場を理解することができる。軸方向の速度 {\displaystyle v_{z}} は渦の伸長によって軸方向の渦中心の渦度を強める。強まった渦度は動径方向に拡散しようとするが、{\displaystyle v_{r}} による動径方向の渦対流により拡散は阻止される。この3つの流れのバランスにより、定常的な渦場が得られる。

## バーガース渦レイヤー
バーガース渦レイヤーまたはバーガース渦シートは、バーガース渦を2次元的に近似したシアー層である。これもナビエ–ストークス方程式の厳密解であり、1951年にA.A.Townsendによって最初に記述された。直交座標系で表される速度場 {\displaystyle (v_{x},v_{y},v_{z})} は
{\displaystyle v_{x}=-\alpha x,}
{\displaystyle v_{z}=\alpha z,}
{\displaystyle v_{y}=U\mathrm {erf} \left({\frac {{\sqrt {\alpha }}x}{\sqrt {2\nu }}}\right).}
ここで {\displaystyle \alpha >0} は伸長度、{\displaystyle v_{y}(+\infty )=U}、{\displaystyle v_{y}(-\infty )=-U} である。{\displaystyle 2U} の値は渦レイヤーの強度と解釈できる。渦度は非自明な {\displaystyle z} 軸方向の成分のみ与えられ、以下のように表現される。
{\displaystyle \omega _{z}={\frac {2U}{\sqrt {2\pi }}}{\sqrt {\frac {\alpha }{\nu }}}\exp \left(-{\frac {\alpha x^{2}}{2\nu }}\right).}

## 非軸対称なバーガース渦
非軸対称な流れ場の中では、非軸対称なバーガース渦が現れる。渦のレイノルズ数 {\displaystyle Re=\Gamma /(2\pi \nu )} が小さい場合の非軸対称なバーガース渦の理論は1984年に A. C. Robinson と Philip Saffman によって構築されたが、1994年にはKeith Moffatt、S. Kida、K. Ohkitani によってレイノルズ数が大きい場合 {\displaystyle Re\gg 1} の理論を構築した。
渦のレイノルズ数を任意に設定した場合の非軸対称なバーガース渦は数値積分によって考えることができ、速度場は次のような形になる。
{\displaystyle v_{x}=-\alpha x+u(x,y),}
{\displaystyle v_{y}=-\beta y+v(x,y),}
{\displaystyle v_{z}=\gamma z.}
ここで {\displaystyle \gamma =\alpha +\beta } である。一般性を損なわないように {\displaystyle \alpha >0}、{\displaystyle \gamma >0} を仮定する。渦の断面は {\displaystyle xy} 平面上にあり、{\displaystyle z} 方向に0ではない渦度成分が存在し、以下のように表現される。
{\displaystyle \omega _{z}={\frac {\partial u}{\partial y}}-{\frac {\partial v}{\partial x}}.}
軸対称なバーガース渦は {\displaystyle \alpha =\beta =\gamma /2} を満たす場合であり、バーガース渦レイヤーは {\displaystyle \alpha =\gamma } and {\displaystyle \beta =0} を満たす場合である。

## 円筒座標の淀み面上におけるバーガース渦
伸長した円筒座標の淀み面上におけるバーガース渦についてのナビエ–ストークス方程式の陽解法が2021年に議論された。
円筒座標系において方程式は以下の速度場に従う。
{\displaystyle v_{r}=-\alpha \left(r-{\frac {r_{s}^{2}}{r}}\right),}
{\displaystyle v_{z}=2\alpha z,}
{\displaystyle v_{\theta }={\frac {\Gamma }{2\pi r}}P\left(1+{\frac {\alpha r_{s}^{2}}{2\nu }},{\frac {\alpha r^{2}}{2\nu }}\right),}
ここで {\displaystyle \alpha >0} は伸長度、{\displaystyle r_{s}\geq 0} は円筒座標上の淀み面の場所である。{\displaystyle \Gamma >0} は循環。{\displaystyle P} は不完全ガンマ関数である。
この解はポテンシャル流による線状の強制 {\displaystyle Q=2\pi \alpha r_{s}^{2}} が存在する場合のバーガース渦の表現に他ならない。
渦度は非自明な {\displaystyle z} 軸方向の成分のみ与えられ、以下のように表現される。
{\displaystyle \omega _{z}={\frac {\alpha \Gamma }{2\pi \nu {\tilde {\Gamma }}(1+\alpha r_{s}^{2}/2\nu )}}\left({\frac {\alpha r^{2}}{2\nu }}\right)^{\alpha r_{s}^{2}/2\nu }\exp \left(-{\frac {\alpha r^{2}}{2\nu }}\right)}
ここで {\displaystyle {\tilde {\Gamma }}} はガンマ関数である。{\displaystyle r_{s}\rightarrow 0} のとき関数はバーガース渦へ近づき、{\displaystyle r_{s}\rightarrow \infty } のときバーガース渦レイヤーの解に近づく。
円筒座標上の淀み面におけるサリバン渦の陽な解も存在する。

## サリバン渦
1959年に Roger D. Sullivan が以下のような速度場を考えてバーガース渦を拡張した。
{\displaystyle v_{r}=-\alpha r+{\frac {1}{r}}f(\eta ),}
{\displaystyle v_{z}=2\alpha z\left[1-{\frac {f'(\eta )}{2\nu }}\right],}
{\displaystyle v_{\theta }={\frac {\Gamma }{2\pi r}}{\frac {g(\eta )}{g(\infty )}}.}
ここで {\displaystyle \eta =\alpha r^{2}/(2\nu )} である。関数 {\displaystyle f(\eta )} と {\displaystyle g(\eta )} は次のように表現される。
{\displaystyle f(\eta )=6\nu (1-e^{-\eta }),}
{\displaystyle g(\eta )={\frac {\nu }{\alpha }}\int _{0}^{\eta }\exp \left[-t+3\int _{0}^{t}{\frac {1-e^{-s}}{s}}\mathrm {d} s\right]\mathrm {d} t.}
バーガース渦において {\displaystyle v_{r}<0} であり、{\displaystyle v_{\theta }>0} と {\displaystyle v_{z}/z>0} は常に正である。サリバンの結果は {\displaystyle \eta \leq 2.821} のとき {\displaystyle v_{r}>0} となり、{\displaystyle \eta \leq 1.099} のとき {\displaystyle v_{z}/z<0} となる。
したがってサリバン渦は {\displaystyle \eta >2.821} のときバーガース渦と似た構造をもつが、{\displaystyle v_{z}/z} の符号が軸付近で異なる2セル構造が発達する。